# Dioszeghyana
Dioszeghyana là một chi bướm đêm trong họ Noctuidae.

## Các loài
- Dioszeghyana mirabilis (Sugi, 1955)
- Dioszeghyana nigrialba (Yoshimoto, 1993)
- Dioszeghyana schmidtii (Diószeghy, 1935)